# Давид VII Улу
Давид VII Улу (груз. დავით VII ულუ) (1215–1270) — цар Грузії. Позашлюбний син Георгія IV, онук Давида Сослана й цариці Тамари. Представник династії Багратіоні. Прізвисько Улу тюркською означає «старший».
Співправитель свого тезки та двоюрідного брата Давида VI.

## Ранні роки
За царювання своєї тітки Русудан (яка планувала передати трон своєму сину Давиду) був відряджений до двору її зятя — Конійського султана Гіяс-ад-Діна Кайхосрова II, де провів сім років на становищі заручника. Здобув свободу після усунення від влади султана монголами. 1246 року був обраний грузинською знаттю (яка вважала, що син Русудан загинув) на царство.
Після коронації у Мцхеті вирушив до Каракорума отримати офіційне визнання хана Гуюка. Там зустрів свого двоюрідного брата Давида. Зрештою обох визнали царями Грузії: Давида, сина Георгія IV — старшим (Улу) співправителем, а Давида, сина Русудан — молодшим (Нарін).

## Правління
1256 року Давид Улу з грузинськими військами брав участь у завоюванні монголами Аламута. 1258 року брав участь у невдалому поході монголів на Багдад.
1260 року ільхан Хулагу наказав Давиду підтримати його в поході на Єгипет. Пам'ятаючи про жертв походу на Багдад і не бажаючи повторення, Давид відмовився і повстав. У відповідь величезна монгольська армія вторглась до Самцхе. Давид утік до Кутаїсі до свого молодшого співправителя. Монголи захопили його родину та вбили дружину — Гванцу. 1262 року Давид Улу уклав мир з монголами та зміг повернутись до Тбілісі.
1266 року грузини взяли участь в усуненні Берке та вигнанні його військ із Ширвана.
Давид Улу помер від шлункової інфекції та похований у Мцхеті.

## Родина
Був одружений чотири рази:
- з монголкою Джигда-хатун. Дітей не було
- з осетинкою Алтуне. Діти:
  - Георгій (1250–1268), царевич;
  - Тамара, царівна. Спочатку була у шлюбі з сином ільхана Аргун Хана, у другому шлюбі — з Садуном Манкаберделі.
- із Гванце, дочкою рачинського ерістава Кахабера IV Кахаберідзе (вдовою князя Авага Мхаргрдзелі). Син:
  - Деметре II, цар Східної Грузії.
- з монгольською принцесою Есукан, дочкою Чормаган-нойона.